# سانجو چوسان
سانجو چوسان (انگلیسی: Sunjo of Joseon) (زاده ۲۹ ژوئیهٔ ۱۷۹۰ - درگذشته ۱۳ دسامبر ۱۸۳۴) با نام شخصی یی گونگ، بیست و سومین پادشاه سلسله چوسان بوده است.

## زندگی‌نامه
«شاهزاده یی گونگ» با نام سلطنتی «پادشاه سان‌جو» پس از مرگ پدرش پادشاه جونگ‌جو در سال ۱۸۰۰ و در سن ۱۰ سالگی به تاج و تخت رسید.
در سال ۱۸۰۲، پادشاه سانجو با بانو کیم از قبیله
آن‌دونگ کیم ازدواج کرد که بعد از مرگش با نام ملکه سون‌وون شناخته می‌شود. او دختر کیم جو-سان رئیس قبیله آن‌دونگ کیم بود.
از آنجا که او در سن کودکی به حکومت رسیده بود ملکه بیوه جونگ‌سون، دومین ملکه پادشاه پادشاه یونگ‌جو به عنوان نایب‌السلطنه حکومت کرد، که به او اجازه داد تا امور دولتی را کنترل کند.
علیرغم تلاش‌های سان‌جو برای اصلاح سیاست، اصول اساسی دولت بدتر شد. امتحانات دولتی دچار اختلال شد و فساد در بین کارکنان حکومت غالب شد. این منجر به اختلال در جامعه و شورش‌های مختلف در میان مردم شد از جمله شورش توسط هونگ گیونگ نه در سال ۱۸۱۱–۱۸۱۲. اوگاجا کتونگ بئپ (انگلیسی:Ogajaktongbeop ژاپنی: 五家作統法) سیستم سرشماری و ثبت پنج خانه به عنوان یک واحد در این دوره انجام شد و سرکوب علیه کاتولیک‌های رومی به شدت آغاز شد. پادشاه سان‌جو پس از ۳۵ سال حکومت در سال ۱۸۳۴ در سن ۴۴ سالگی درگذشت. او برای اولین بار در جانگ لئونگ (انگلیسی:Jangneung کره ای: 파주 장릉) در پاجو و در کنار پادشاه پادشاه این‌جو و ملکه این‌ریول به خاک سپرده شد اما بعداً به این لون (انگلیسی :Illeung کره ای:인릉) در سئول منتقل شد. چون فنگ‌شویی مکان قدیمی نامناسب تلقی می‌شد.

## خانواده
- پدر: پادشاه جونگ‌جو (정조)
- مادر: پارک سو-بین (수빈 박씨, ۱۷۷۰–۱۸۲۲)[۱]
- مادرخوانده: ملکه هیویی (효의왕후)
- همسرها و فرزندان:

1. ملکه سون‌وون، از قبیله آن‌دونگ کیم (순원왕후 김씨, ۱۵ مه ۱۷۸۹ – ۴ اوت ۱۸۷۵)[۲][۳]
  1. شاهزاده ولیعهد هیومیونگ (왕세자, ۱۸۰۹–۱۸۳۰)[۴]
  2. یک شاهزاده ناشناس (؟، ۱۸۲۰–؟)
  3. شاهدخت میون‌گون (명온공주, ۱۸۱۰–۱۸۳۲)
  4. شاهدخت بوک‌اون (복온공주, ۱۸۱۸–۱۸۲۸)
  5. شاهدخت دوک‌اون (덕온공주, ۱۸۲۸–۱۸۴۴)
2. پارک سوک-اویی (숙의 박씨)
  1. شاهدخت یون‌گون (영온옹주, ۱۸۱۷–۱۸۲۹)